# Lomelosia albocincta
Lomelosia albocincta är en tvåhjärtbladig växtart som först beskrevs av Werner Rodolfo Greuter, och fick sitt nu gällande namn av Werner Rodolfo Greuter och Burdet. Lomelosia albocincta ingår i släktet Lomelosia och familjen Dipsacaceae. Inga underarter finns listade i Catalogue of Life.